# Strada provinciale 79 del Passo Brocon
La strada provinciale 79 del Passo Brocon (SP 79) è una strada provinciale italiana della provincia autonoma di Trento. La strada percorre l'omonimo passo (situato a 1.616 m s.l.m.), ovvero un valico alpino situato nel Trentino orientale facente parte della catena del Lagorai, avente un piccolo altopiano pianeggiante utilizzato per l'alpeggio del bestiame, ed inoltre una frequentata stazione sciistica in inverno. La strada è lunga 44,348 km e mette in comunicazione la Valle del Vanoi, l'Altopiano del Tesino e la Val Senaiga.
Inoltre questa è la seconda più lunga strada provinciale della provincia di Trento, dietro solo alla SP 90 Destra Adige (con i tronchi uniti).

## Percorso

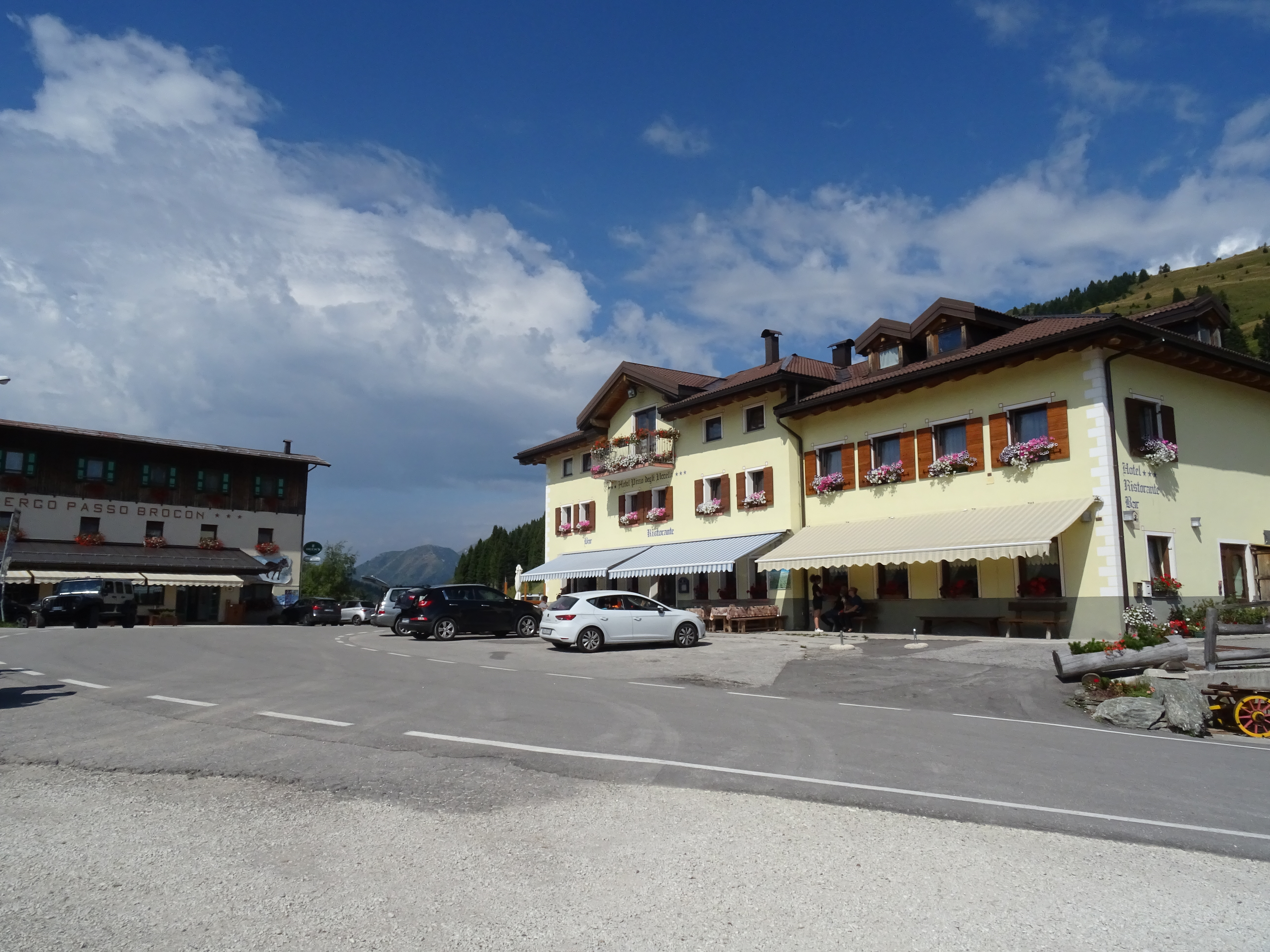
Passo Brocon

La strada ha lo scopo di congiungere Castello Tesino, Canal San Bovo, San Donato e la Valle di Primiero.
Ha inizio a Imer, nei pressi della strada statale 50 del Grappa e del Passo Rolle e nel tratto fra quest'ultimo e Canal San Bovo l'unica località presente è Passo Gobbera, mentre sul percorso dopo aver passato Canal San Bovo inizia la salita verso il Passo Brocon, dove le uniche frazioni incontrate sono Gasperi, Pugnai e Ronco-chiesa.
A breve distanza dal valico è presente la località di Cavallara ed il Maso Lagorai assieme ad una stazione sciistica denominata "Funivie del Lagorai". Nei pressi del passo è anche percorribile itinerario naturalistico (Sentiero botanico Trodo dei fiori), che permette di osservare e conoscere la vasta flora alpina della catena del Lagorai. Il percorso segue in parte una serie di trincee risalenti alla prima guerra mondiale; esse facevano parte di una seconda linea di difesa italiana e comprendono anche alcune postazioni di artiglieria.
Nella discesa verso Castello Tesino al chilometro 41,829 è presente un bivio con la SP 212 della Roa che permette di raggiungere la frazione di Roa (Castello Tesino) e Lamon (in provincia di Belluno).
L'attuale tracciato stradale venne progettato e realizzato agli inizi del XX secolo, sotto l'amministrazione dell'Impero austro-ungarico.

## Storia
L'attuale tracciato stradale venne progettato e realizzato agli inizi del XX secolo, sotto l'amministrazione dell'Impero austro-ungarico. Il monumento attualmente dedicato agli alpini, posto sul valico, è stato in realtà collocato in epoca asburgica per celebrare la costruzione di questa importante arteria del Trentino. Con la conquista italiana del Tirolo meridionale venne ripensata la sua funzione e lo si dedicò alla memoria di un gruppo di alpini travolti da una valanga.
La SP 79 è stata chiusa al traffico in più occasioni per esbosco degli alberi caduti in seguito alla tempesta Vaia del 2018 e per la messa in sicurezza dovuta alle numerose crepe a seguito di una frana in atto sul versante del Vanoi. Le chiusure al traffico sono avvenute tra il 9 e il 27 ottobre 2023 e tra il 2 maggio e il 24 giugno 2023 dal km 17 al km 20 nel territorio del comune di Canal San Bovo per la messa in sicurezza della strada.

## Pericolosità della strada
La strada viene spesso chiusa al traffico in entrambe le direzioni per pericolo valanghe, specialmente durante il periodo invernale data la pericolosità della neve.
Inoltre è molto frequentata soprattutto da ciclisti e turisti, nonostante la sua dimensione di careggiata ridotta, la sua ripidità e i suoi tornanti pericolosi. Per questo motivo su questa strada la provincia di Trento ha deciso di installare dei cartelli speciali per avvisare gli automobilisti di "rispettare il ciclista" mantenendo quindi una distanza di sicurezza ragionevole ed evitare manovre pericolose.